# Wolf Detlef Rohr
Wolf Detlef Rohr, né en 1928 à Breslau et décédé le 26 mai 1981, est un auteur de science-fiction allemand. Il a publié des romans sous différents pseudonymes, dont Detlef van Bergen, Jeff Caine, Wayne Coover et Allan Reed.